# Communauté de communes Isigny-Omaha Intercom
La communauté de communes Isigny-Omaha Intercom est une structure intercommunale française, située dans le département du Calvados en région Normandie.

## Historique
La communauté de communes Isigny-Omaha Intercom est créé le 1er janvier 2017 par fusion des communautés de communes Intercom Balleroy Le Molay-Littry, Isigny Grandcamp Intercom et de Trévières.
À la même date, les communes de Russy et de Sainte-Honorine-des-Pertes fusionnent pour constituer la commune nouvelle d'Aure sur Mer. Les communes d'Aignerville, d'Écrammeville, de Formigny et de Louvières fusionnent également pour constituer la commune nouvelle de Formigny La Bataille. De même, les communes de Castilly, d'Isigny-sur-Mer, de Neuilly-la-Forêt, des Oubeaux et de Vouilly fusionnent pour constituer Isigny-sur-Mer.

## Territoire communautaire

### Géographie
Située  dans le département du Calvados, la communauté de communes Isigny-Omaha Intercom regroupe 59 communes et s'étend sur 581,7 km2.

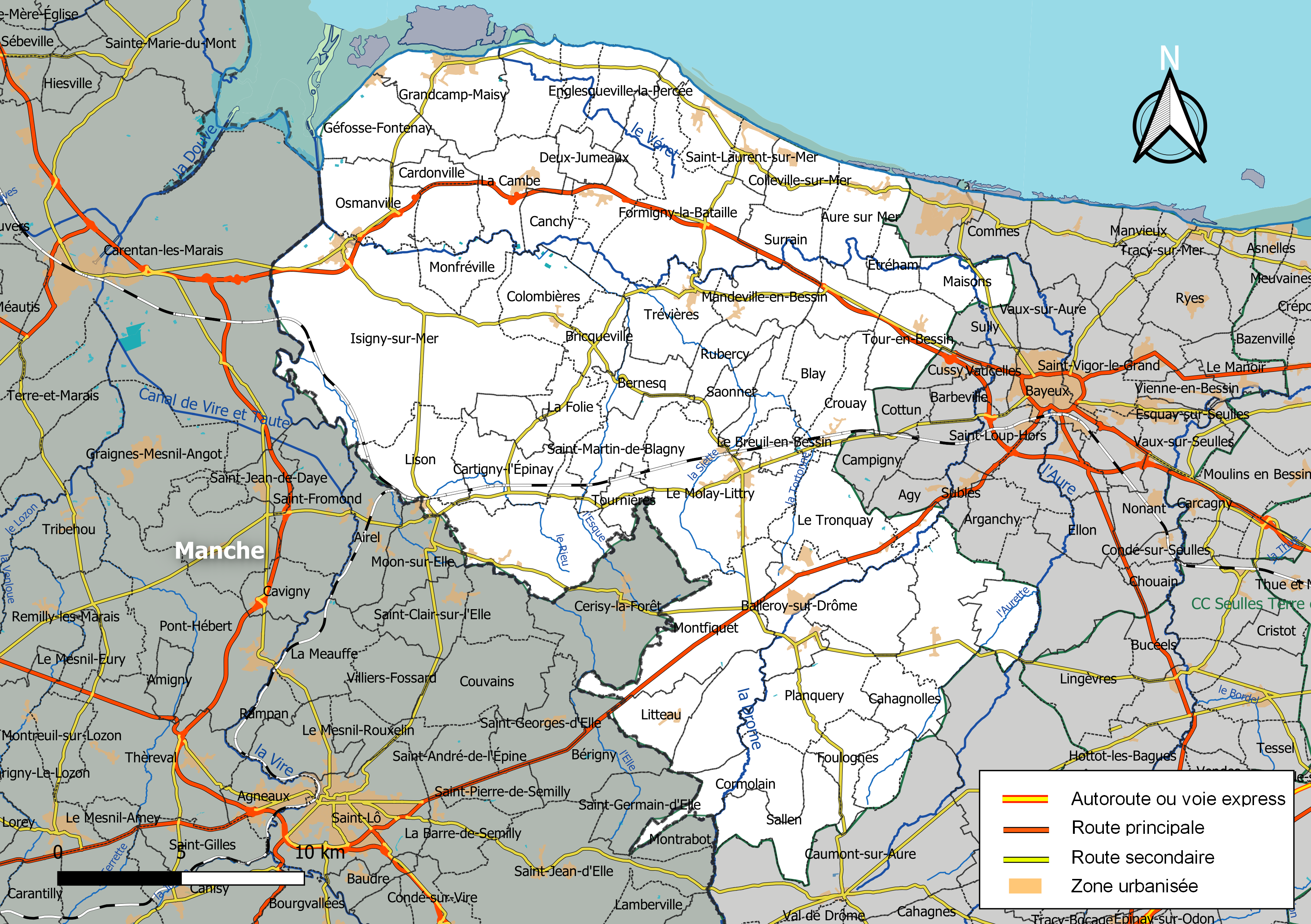
Carte de la communauté de communes Isigny-Omaha Intercom au 1er janvier 2019.

### Composition
La communauté de communes est composée des 59 communes suivantes :

| Nom                      | Code Insee | Gentilé           | Superficie (km2) | Population (dernière pop. légale) | Densité (hab./km2) |
| ------------------------ | ---------- | ----------------- | ---------------- | --------------------------------- | ------------------ |
| Le Molay-Littry (siège)  | 14370      | Molystriens       | 27,12            | 3 092 (2022)                      | 114                |
| Asnières-en-Bessin       | 14023      | Asnièrois         | 4,61             | 71 (2022)                         | 15                 |
| Aure sur Mer             | 14591      |                   | 10,55            | 697 (2022)                        | 66                 |
| Balleroy-sur-Drôme       | 14035      |                   | 11,77            | 1 317 (2022)                      | 112                |
| La Bazoque               | 14050      | Bazoquois         | 10,14            | 195 (2022)                        | 19                 |
| Bernesq                  | 14063      | Bernesquois       | 5,9              | 211 (2022)                        | 36                 |
| Blay                     | 14078      | Blaviens          | 7,14             | 358 (2022)                        | 50                 |
| Le Breuil-en-Bessin      | 14103      |                   | 4,37             | 411 (2022)                        | 94                 |
| Bricqueville             | 14107      | Bricquevillais    | 6,7              | 153 (2022)                        | 23                 |
| Cahagnolles              | 14121      | Cahagnollais      | 7,17             | 253 (2022)                        | 35                 |
| La Cambe                 | 14124      | Cambais           | 11,17            | 552 (2022)                        | 49                 |
| Canchy                   | 14132      | Canchéens         | 5,72             | 202 (2022)                        | 35                 |
| Cardonville              | 14136      | Cardonvillais     | 3,29             | 90 (2022)                         | 27                 |
| Cartigny-l'Épinay        | 14138      |                   | 10,23            | 301 (2022)                        | 29                 |
| Castillon                | 14140      | Castillonais      | 11,02            | 368 (2022)                        | 33                 |
| Colleville-sur-Mer       | 14165      | Collevillais      | 6,93             | 203 (2022)                        | 29                 |
| Colombières              | 14168      |                   | 10,64            | 206 (2022)                        | 19                 |
| Cormolain                | 14182      | Cormolinais       | 11,04            | 391 (2022)                        | 35                 |
| Cricqueville-en-Bessin   | 14204      | Cricquevillais    | 8,55             | 170 (2022)                        | 20                 |
| Crouay                   | 14209      | Crocusiens        | 7,73             | 507 (2022)                        | 66                 |
| Deux-Jumeaux             | 14224      |                   | 4,07             | 56 (2022)                         | 14                 |
| Englesqueville-la-Percée | 14239      | Englesquevillais  | 7,88             | 93 (2022)                         | 12                 |
| Étréham                  | 14256      | Étréhamais        | 4,24             | 327 (2022)                        | 77                 |
| La Folie                 | 14272      |                   | 6,53             | 107 (2022)                        | 16                 |
| Formigny La Bataille     | 14281      |                   | 26,24            | 760 (2022)                        | 29                 |
| Foulognes                | 14282      | Foulonais         | 6,43             | 217 (2022)                        | 34                 |
| Géfosse-Fontenay         | 14298      | Géfossiens        | 11,11            | 131 (2022)                        | 12                 |
| Grandcamp-Maisy          | 14312      | Grancampeserais   | 14,85            | 1 525 (2022)                      | 103                |
| Isigny-sur-Mer           | 14342      | Isignais          | 61,44            | 3 549 (2022)                      | 58                 |
| Lison                    | 14367      | Lisonais          | 10,94            | 438 (2022)                        | 40                 |
| Litteau                  | 14369      |                   | 6,94             | 276 (2022)                        | 40                 |
| Longueville              | 14378      | Longuevillois     | 6,54             | 286 (2022)                        | 44                 |
| Maisons                  | 14391      | Maisonnais        | 6,67             | 430 (2022)                        | 64                 |
| Mandeville-en-Bessin     | 14397      | Mandevillais      | 8,83             | 309 (2022)                        | 35                 |
| Monfréville              | 14439      | Monfrévillais     | 7,22             | 96 (2022)                         | 13                 |
| Montfiquet               | 14445      |                   | 19,54            | 85 (2022)                         | 4,4                |
| Mosles                   | 14453      | Moslois           | 6,42             | 348 (2022)                        | 54                 |
| Noron-la-Poterie         | 14468      | Noronnais         | 3,01             | 335 (2022)                        | 111                |
| Osmanville               | 14480      | Osmanvillais      | 10,88            | 510 (2022)                        | 47                 |
| Planquery                | 14506      |                   | 14,37            | 248 (2022)                        | 17                 |
| Rubercy                  | 14547      |                   | 5,54             | 151 (2022)                        | 27                 |
| Saint-Germain-du-Pert    | 14586      |                   | 6,03             | 151 (2022)                        | 25                 |
| Saint-Laurent-sur-Mer    | 14605      |                   | 3,9              | 262 (2022)                        | 67                 |
| Saint-Marcouf            | 14613      | Marculfiens       | 5,03             | 86 (2022)                         | 17                 |
| Saint-Martin-de-Blagny   | 14622      |                   | 8,89             | 120 (2022)                        | 13                 |
| Saint-Paul-du-Vernay     | 14643      | Saint-Paulois     | 15,13            | 830 (2022)                        | 55                 |
| Saint-Pierre-du-Mont     | 14652      | San-Pétri-Montins | 4,96             | 73 (2022)                         | 15                 |
| Sainte-Honorine-de-Ducy  | 14590      |                   | 4,99             | 136 (2022)                        | 27                 |
| Sainte-Marguerite-d'Elle | 14614      |                   | 20,49            | 755 (2022)                        | 37                 |
| Sallen                   | 14664      |                   | 11,21            | 320 (2022)                        | 29                 |
| Saon                     | 14667      |                   | 5,24             | 223 (2022)                        | 43                 |
| Saonnet                  | 14668      | Saonnetiens       | 5,34             | 328 (2022)                        | 61                 |
| Surrain                  | 14681      |                   | 7,08             | 142 (2022)                        | 20                 |
| Tour-en-Bessin           | 14700      | Tourois           | 10,31            | 694 (2022)                        | 67                 |
| Tournières               | 14705      |                   | 3,41             | 147 (2022)                        | 43                 |
| Trévières                | 14711      | Trévièrois        | 11,7             | 922 (2022)                        | 79                 |
| Le Tronquay              | 14714      | Tronquois         | 13,07            | 762 (2022)                        | 58                 |
| Trungy                   | 14716      | Trungiens         | 7,07             | 212 (2022)                        | 30                 |
| Vierville-sur-Mer        | 14745      | Viervillais       | 6,41             | 232 (2022)                        | 36                 |

### Démographie
| 1968   | 1975   | 1982   | 1990   | 1999   | 2010   | 2015   | 2021   |
| ------ | ------ | ------ | ------ | ------ | ------ | ------ | ------ |
| 26 454 | 24 617 | 24 261 | 24 063 | 24 192 | 27 018 | 26 975 | 26 414 |

## Administration

### Siège
Son siège social se trouve au Molay-Littry et elle possède deux antennes administratives à Formigny La Bataille et Isigny-sur-Mer.

### Les élus
Le conseil communautaire de la communauté de communes est composé de 90 conseillers représentant chacune des communes membres et élus pour une durée de six ans.
Ils sont répartis comme suit, :
| Nombre de conseillers | Communes                                                                             |
| --------------------- | ------------------------------------------------------------------------------------ |
| 11                    | Isigny-sur-Mer                                                                       |
| 8                     | Le Molay-Littry                                                                      |
| 4                     | Balleroy-sur-Drôme, Formigny La Bataille, Grandcamp-Maisy                            |
| 2                     | Aure sur Mer, Sainte-Marguerite-d'Elle, Saint-Paul-du-Vernay, Trévières, Le Tronquay |
| 1 (+ 1 suppléant)     | les autres communes                                                                  |

### Présidence
| Période      | Période      | Identité         | Étiquette | Qualité                                              |
| ------------ | ------------ | ---------------- | --------- | ---------------------------------------------------- |
| Janvier 2017 | Juillet 2020 | Anne Boissel     | DLF       | Maire de Saon                                        |
| Juillet 2020 | En cours     | Patrick Thomines | DVD       | Maire de Colleville-sur-Mer Conseiller départemental |

### Compétences
Isigny-Omaha Intercom exerce les compétences suivantes : 
- Développement économique et commerce
- Travaux, cadre de vie, service à la population
- Scolaire
- Tourisme
- Assainissement
- Culture et sport
- Finances
- Aménagement, urbanisme
- Enfance, jeunesse
- RH
- Gémapi, plan climat, déchets
- Voirie

### Régime fiscal et budget
Le régime fiscal de la communauté de communes est la fiscalité professionnelle unique (FPU).